# Chriodes sulcatus
Chriodes sulcatus är en stekelart som beskrevs av Baltazar 1961. Chriodes sulcatus ingår i släktet Chriodes och familjen brokparasitsteklar. Inga underarter finns listade i Catalogue of Life.